# جامعة وارسو
جامعة وارسو (يالبولندية: Uniwersytet Warszawski) هي أكبر جامعة في بولندا واحدى أرقى وأفضل الجامعات البولندية لعامي 2010 و 2011 حسب ما تم تصنيفها. وتم تصيفها على أنها ثاني أفضل جامعة بولندية من بين ال 500 جامعة في العالم في عام 2006.
تأسست جامعة وارسو عام 1816. يبلغ عدد طلاب الجامعة الآن (متى؟) أكثر من 53000 طالب دراسات عليا. يعمل في الجامعة أكثر من 6000 موظف، أكثر من نصفهم أكاديميون.

## الأقسام
1. علم اللغة التطبيقي، وفقه اللغة السلافية الشرقية
2. العلوم الاجتماعية التطبيقية وإعادة الدمج في المجتمع
3. علم الأحياء
4. الكيمياء
5. العلوم الاقتصادية
6. التعليم
7. الدراسات الجغرافية والإقليمية
8. الجيولوجيا
9. التاريخ
10. الصحافة والعلوم السياسية
11. القانون والإدارة  نسخة محفوظة 4 يوليو 2012 على موقع واي باك مشين.
12. الإدارة
13. الرياضيات والمعلوماتية، والميكانيك
14. اللغات الحديثة
15. الدراسات الشرقية
16. الفلسفة وعلم الاجتماع
17. الفيزياء
18. الدراسات البولندية
19. علم النفس

## وصلات خارجية
- الموقع الرسمي لجامعة وارسو